# Emiliano Pandelo
Emiliano Javier Pandelo (Pinamar, 24 de octubre de 1982) es un actor, artista plástico, conductor, bailarín, cantante, 
guionista y presentador argentino.

## Biografía
Estudió licenciatura de actuación en la Universidad Nacional de las Artes (UNA).
Fue conductor del programa televisivo Art Attack de Disney desde 2010
al 2014, que tuvo nominación a los Premios Martín Fierro de televisión por cable a mejor programa infantil.
Participó en el 19º Festival de Teatro de Blumenao en Brasil. Con la obra 4 tipos de mujeres participó en la fiesta del teatro en la ciudad de Buenos Aires, Tango turco de Lorenzo Quintero en el Teatro Nacional Cervantes y en DorisDay de Gustavo Tarrío. También fue  coreógrafo de la obra Jugoso. Formó parte de los cortometrajes Zombies y fanstasmas en 2019, y Hay alguien en la puerta de 2020. Fue protagonista, vestuarista y escenógrafo de la obra El vestido de mamá, de Dani Umpi, con el pianista Pablo Viotti.

## Filmografía
- 2002, Sombra
- 2019, Zombies y fantasmas
- 2020, Hay alguien en la puerta.

## Teatro
- 2003, 4 tipos de mujeres
- 2008, Tango turco
- 2009, DorisDay
- 2019, El vestido de mamá